# Anello Hans Reinhart
L'Anello Hans Reinhart (in tedesco: Hans-Reinhart-Ring; in francese: Anneau Hans-Reinhart; in romancio: Anè da Hans Reinhart) è un prestigioso premio teatrale della Svizzera.
Intitolato al poeta Hans Reinhart (1880-1963), l'anello viene conferito ad illustri personalità svizzere che si sono distinte nel mondo del teatro. Il premio è stato istituito nel 1957 dalla Società Svizzera di Studi Teatrali (in tedesco: Schweizerische Gesellschaft für Theaterkultur; in francese: Société Suisse du Théâtre; in romancio: Societad Svizra per Cultura da Teater). A differenza dell'Iffland-Ring, ogni anno il vincitore viene premiato con un nuovo anello.

## Vincitori
1957: Margrit Winter
1958: Leopold Biberti
1959: Traute Carlsen
1960: Käthe Gold
1961: Marguerite Cavadaski
1962: Heinrich Gretler
1963: Ernst Ginsberg
1964: Michel Simon
1965: Maria Becker
1966: Max Knapp
1967: Lisa Della Casa
1968: Charles Apothéloz
1969: Leopold Lindtberg
1970: Ellen Widmann
1971: Rolf Liebermann
1972: Carlo Castelli
1973: Inge Borkh
1974: Annemarie Düringer
1975: Charles Joris
1976: Dimitri
1977: Max Röthlisberger
1978: Edith Mathis
1979: Peter Brogle
1980: Philippe Mentha
1981: Ruodi Barth
1982: Heinz Spoerli
1983: Reinhart Spörri
1984: Ruedi Walter
1985: Benno Besson
1986: Annemarie Blanc
1987: Werner Düggelin
1988: Emil Steinberger
1989: François Rochaix
1990: Gardi Hutter
1991: Bruno Ganz
1992: non assegnato
1993: Paul Roland
1994: Ketty Fusco
1995: Rolf Derrer
1996: Mathias Gnädinger
1997: Luc Bondy
1998: Werner Hutterli
1999: Gerd Imbsweiler e Ruth Oswalt
2000: Werner Strub
2001: Peter Schweiger
2002: Anna Huber
2003: Gisèle Sallin e Véronique Mermoud
2004: Brigitta Luisa Merki
2005: Dominique Catton
2006: Roger Jendly
2007: Giovanni Netzer
2008: Nadja Sieger, Urs Wehrli e Tom Ryser
2009: Jean-Marc Stehlé
2010: Volker Hesse
2011: Christoph Marthaler
2012: Daniele Finzi Pasca
2013: Yvette Théraulaz
2014: Omar Porras

## Collegamenti
- Anello Hans Reinhart sul sito dell'Accademia svizzera di scienze umane e sociali